# Aghagallon
Aghagallon är en ort i Storbritannien.   Den ligger i distriktet Armagh City, Banbridge and Craigavon och riksdelen Nordirland, i den västra delen av landet, 500 km nordväst om huvudstaden London. Aghagallon ligger 30 meter över havet och antalet invånare är 824.
Terrängen runt Aghagallon är platt. Runt Aghagallon är det ganska tätbefolkat, med 166 invånare per kvadratkilometer. Närmaste större samhälle är Lisburn, 16,8 km öster om Aghagallon. Trakten runt Aghagallon består i huvudsak av gräsmarker.